# Stazione di Tavernelle Val Nestore
La stazione di Tavernelle Val Nestore era una stazione ferroviaria posta lungo la ex ferrovia Ellera-Tavernelle, era a servizio di Tavernelle, frazione di Panicale.

## Storia
La stazione fu aperta nel 1953, al completamento dell'intera ferrovia Ellera-Tavernelle, continuò il suo esercizio fino al 1960 insieme all'intera linea a seguito del mancato prolungamento fino alla stazione di Chiusi posta sulla ferrovia Firenze-Roma.

## Strutture e impianti
La stazione era stata concepita come passante, in vista del prolungamento fino a Chiusi, mai realizzato. Dopo la soppressione, venne adibita a sede dell'USL.